# حساسیت محل تزریق
حساسیت‌های محل تزریق(به انگلیسی: Injection site reactions)، (مخفف انگلیسی: ISRs) واکنش هایی هستند که در محل تزریق دارو رخ می دهند. این واکنش ها ممکن است خفیف یا شدید باشند و ممکن است در برخی موارد نیاز به مداخله پزشکی داشته باشند. برخی از واکنش ها ممکن است بلافاصله پس از تزریق ظاهر شوند و برخی ممکن است با تاخیر بروز کنند. چنین واکنش هایی می تواند با تجویز زیر جلدی، عضلانی یا داخل وریدی رخ دهد.
داروهایی که معمولاً به صورت زیر جلدی تجویز می شوند شامل بی حس کننده های موضعی، داروهای مورد استفاده در مراقبت های تسکینی (مانند فنتانیل و مورفین) و داروهای زیستی (مانند واکسن، هپارین، انسولین، هورمون رشد، فاکتورهای رشد خونساز، اینترفرون ها و آنتی بادی های مونوکلونال) می باشند.

## همچنین ببینید
- ضایعه پوستی